# Vincenzo Andriani
Vincenzo Andriani (Carovigno, 10 novembre 1788 – 29 aprile 1851) è stato un medico e archeologo italiano.

## Studi
Fu autore di studi e ricerche inerenti alle scoperte effettuate nella sua città e nel territorio. All'archeologia, alla numismatica e all'epigrafia si dedicò con passione, ma con formazione da dilettante. 
Studioso del dialetto mesopotamico, fu citato nel Bollettino Archeologico Napoletano in merito a un ritrovamento di patera capuana, sulla quale comparivano scritte mesopotamiche da lui stesso analizzate.
Scambiò diverse epistole di aggiornamento sulla progressione di analisi e lavoro sulla decifrazione di geroglifici mesopotamici con il sacerdote Don Giovanni Padalino.
L'Andriani lasciò anche notizie storiche inedite sul Santuario di Maria SS. di Belvedere di Carovigno, relative al dipinto della Madonna, del quale, insieme a un altro storico, sostenne che fu realizzato da seguaci del cristianesimo in fuga a causa dell'editto del 726 dell'imperatore Isaurico.

## Opere
- Sull'aria di Brindisi, Napoli 1827
- Dell'Antica città di Rudia, patria di Ennio, Napoli, 1851
- Carbina e Brindisi, memorie storiche-filologiche, Ostuni, 1889

## Riconoscimenti
A suo nome è intitolata la scuola dell'infanzia presso Carovigno, suo paese natale, in memoria dei suoi studi.